# ماري كروسبي
ماري كروسبي (بالإنجليزية: Mary Crosby)‏ هي ممثلة أمريكية، ولدت في 14 سبتمبر 1959 بلوس أنجلوس في الولايات المتحدة.

## أعمال

### أفلام
- (2005) أسطورة زورو[4]

### مسلسلات
- بيفرلي هيلز 90210
- دالاس

## وصلات خارجية
- ماري كروسبي على موقع IMDb (الإنجليزية)
- ماري كروسبي على موقع ألو سيني (الفرنسية)
- ماري كروسبي على موقع تيرنر كلاسيك موفيز (الإنجليزية)
- ماري كروسبي على موقع أول موفي (الإنجليزية)
- ماري كروسبي على موقع قاعدة بيانات برودواي على الإنترنت (الإنجليزية)
- ماري كروسبي على موقع قاعدة بيانات الأفلام السويدية (السويدية)
- ماري كروسبي على موقع إن إن دي بي (الإنجليزية)
- ماري كروسبي على موقع قاعدة بيانات الفيلم (الإنجليزية)
- ماري كروسبي على موقع كينوبويسك (الروسية)